# Vasa regemente

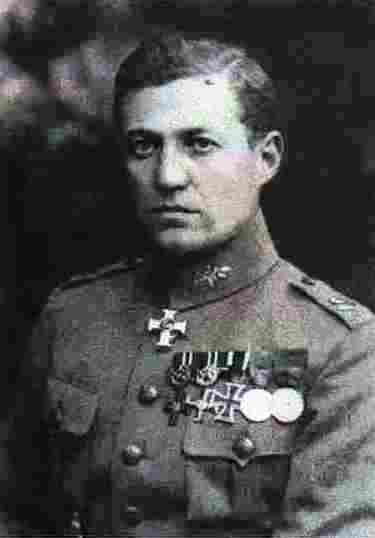
Överstelöjtnant Martin Ekström

Vasa regemente var ett förband inom den vita östarmén under det finska inbördeskriget. Kommendör var överstelöjtnant Martin Ekström.

## Órganisation
- Första bataljonen

Chef: jägarkapten Carl Lennart Nordensvan.
- Andra bataljonen

Chef: jägarkapten Gerhard Yrjö Väinönheimo, senare jägarkapten Vilho Linden.
- Tredje bataljonen

Chef: major G. A. Bäckman.
- Kompletteringsbataljonen

Chef: major Anthoni.